# 福井シンリ
福井 シンリ（ふくい しんり、1981年12月23日 - ）は、日本の作詞家、作曲家、編曲家、サウンドプロデューサー、ベーシスト。

本名は福井真理（読み同じ）。北海道帯広市出身、札幌市育ち。北海道札幌旭丘高等学校、帝京大学卒業。

## 来歴
2001年からヴィジュアル系バンドでベーシストとして活動後、鈴木Daichi秀行のアシスタントを経て、作曲家、編曲家に転向。
昨今のインディーズリリースの楽曲ではミキシングまで担当することが多い。
2014年、所属事務所から退所しフリーランスで活動。
2015年、第51回日本クラウンヒット賞にて、愛乙女☆DOLLに提供した「High Jump!!」でシングルヒット賞を受賞。
2019年、Cubic Recordsに所属。
2020年、Citrus in the rainとして活動開始。

## 提供及び参加作品
相川七瀬
- 「BELIEVE」(編曲・ギター・ベース) ※LUNA SEAのカバー

愛迫みゆ
- 「アイコトバ-Baby's breath-」(作詞・作曲・編曲・ギター・ベース・サウンドプロデュース) ※愛迫みゆと共作詞

アクアノート
- 「挑発Selfish」(ベース)
- 「Don't you?」(ベース)

anchorage
- 「CLOVER」(編曲・サウンドプロデュース) ※anchorageと共編曲
- 「Idiot」(編曲・サウンドプロデュース) ※anchorageと共編曲
- 「Uncertain Future」(編曲・サウンドプロデュース) ※anchorageと共編曲
- 「悲しみの輪」(編曲・サウンドプロデュース) ※anchorageと共編曲
- 「向き合う理由」(編曲・サウンドプロデュース) ※anchorageと共編曲
- 「証探しの旅」(編曲・サウンドプロデュース) ※anchorageと共編曲
- 「なにか」(編曲・コーラス・サウンドプロデュース) ※anchorageと共編曲

あんちろちー
- 「あんちろちー!」(作詞・作曲・編曲・ギター・ベース・サウンドプロデュース)
- 「CRAZY BUT GENIUS」(作詞・作曲・編曲・ギター・ベース・サウンドプロデュース)
- 「ハッピーダスト」(作詞・作曲・編曲・サウンドプロデュース)
- 「LAST OUT」(作詞・作曲・編曲・ギター・ベース・サウンドプロデュース)
- 「Spike your heads」(作詞・作曲・編曲・ベース・サウンドプロデュース)

Ange☆Reve
- 「Kiss me Happy」(作詞・作曲・編曲・ギター・ベース・サウンドプロデュース)
テレビ朝日系「musicる TV」OPテーマ(2015年2月度)
- 「Maybe Baby」(作詞・作曲・編曲・サウンドプロデュース)[4]
テレビ朝日系「musicる TV」EDテーマ(2015年8月度)
- 「あいのうた」(作詞・作曲・編曲・ギター・ベース・サウンドプロデュース)
- 「Stare」(作詞・作曲・編曲・ギター・ベース・サウンドプロデュース)[5][6]
テレビ朝日系「musicる TV」EDテーマ(2016年2月度)
- 「リトルピ」(作詞・作曲・編曲・ギター・ベース・サウンドプロデュース)
テレビ東京系「デジモンユニバース アプリモンスターズ」EDテーマ(第26話～第38話)
- 「Limited Complex」(作詞・作曲・編曲・ギター・サウンドプロデュース)
- 「Re:Stare」(作詞・作曲・編曲・ギター・サウンドプロデュース) ※佐々木璃花 ソロ
- 「Girls,be ambitious」(作詞・作曲・編曲・ギター・サウンドプロデュース)
- 「Lovey!」(作詞・作曲・編曲・ギター・サウンドプロデュース)
- 「絶対リメンバー」(作詞・作曲・編曲・ギター・サウンドプロデュース)
- 「セフィリア」(作詞・作曲・編曲・ギター・コーラス・サウンドプロデュース)

かしこまり
- 「夜に駆ける」(編曲・ギター) ※YOASOBIのカバー

KAZUKI Classics (ex.LUCA,ex.GRAND ZERO)
- 「太陽の花」(作曲・編曲・ギター・ベース)[7]
- 「La la la」(編曲・ギター・ベース)
- 「Drop」(編曲・ギター)

神渚翔
- 「KAMINARI」(編曲・ギター)

グーグールル
- 「Caution!!」(作曲・編曲・ギター・ベース・サウンドプロデュース)
- 「Is this Love?」(作曲・編曲・ギター・サウンドプロデュース)
- 「ジュビリー」(作曲・編曲・ギター・ベース・サウンドプロデュース)
- 「妹の恋人」(作曲・編曲・ギター・ベース・サウンドプロデュース)
- 「SOMEBODY ELSE」(作曲・編曲・ギター・コーラス・サウンドプロデュース)
- 「Tear off」(作曲・編曲・サウンドプロデュース)
- 「Inferno Dance」(作曲・編曲・ベース・サウンドプロデュース)
- 「M.M.D.」(作詞・作曲・編曲・ギター・ベース・サウンドプロデュース)
- 「ミ・セ・テ！」(作曲・編曲・ギター・ベース・サウンドプロデュース)
- 「ハッピーダスト」(作詞・作曲・編曲・サウンドプロデュース)
- 「CRAZY BUT GENIUS」(作詞・作曲・編曲・ギター・ベース・サウンドプロデュース)
- 「LAST OUT」(作詞・作曲・編曲・ギター・ベース・サウンドプロデュース)
- 「Spike your heads」(作詞・作曲・編曲・ベース・サウンドプロデュース)

くじら音楽部 feat. 里咲りさ
- 「僕らの進化論」(ベース)

CHROTO
- 「ハローアゲイン」(ストリングスアレンジ)[8]

桜川ひめこ
- 「君のいる世界」(作曲・編曲・ギター・ベース)

砂月 (ex.RENTRER EN SOI)
- 「INNOCENT」(作曲・編曲・ギター・ベース・サウンドプロデュース)
- 「STRAWBERRY SUMMER」(作曲・編曲・ギター・ベース・サウンドプロデュース)
- 「SYMPATHY」(作曲・編曲・ギター・ベース・サウンドプロデュース)
PSP用ゲームソフト「AMNESIA」EDテーマ
- 「ROMANCE」(作曲・編曲・ギター・ベース・サウンドプロデュース)
- 「FATE」(作曲・編曲・ギター・ベース・コーラス・サウンドプロデュース)
DEEPフェザー級 大原樹理 入場テーマ
- 「INSIDE」(作曲・編曲・ギター・ベース・サウンドプロデュース)
- 「TWILIGHT」(作曲・編曲・ギター・ベース・サウンドプロデュース)
- 「DETERMINATION」(作曲・編曲・ギター・ベース・コーラス・サウンドプロデュース)
- 「AVEC LE TEMPS」(作曲・編曲・ギター・ベース・サウンドプロデュース)
- 「NVN」(作曲・編曲・ギター・ベース・サウンドプロデュース) ※砂月と共作曲
- 「MALACHITE」(作曲・編曲・ギター・ベース・サウンドプロデュース)
- 「AFTER GLOW」(作曲・編曲・ギター・サウンドプロデュース)
- 「IN A LUCID DREAM-LUMINOUS Mix-」(編曲・サウンドプロデュース)

Jewel☆Neige (ex.じぇるの！)
- 「Snowball Fest」(作詞・作曲・編曲・ギター・サウンドプロデュース)
- 「ロケットパラダイス」(作詞・作曲・編曲・ギター・ベース・サウンドプロデュース)
- 「re+blast」(作詞・作曲・編曲・ギター・ベース・サウンドプロデュース)
- 「1stワンマンライブ」 Interlude SE

Citrus in the rain
- 「ミッドナイトデート」(作曲・編曲・ギター・ベース・サウンドプロデュース) ※nacoと共作曲
- 「マイルールマイルーム」(作曲・編曲・ギター・サウンドプロデュース) ※nacoと共作曲
- 「きまぐれウィークエンド」(作曲・編曲・ギター・ベース・サウンドプロデュース)
- 「ローリンローリン」(作曲・編曲・ギター・ベース・サウンドプロデュース) ※nacoと共作曲
- 「レイニーレイニー」(作詞・作曲・編曲・ギター・ベース・サウンドプロデュース) ※nacoと共作詞
- 「ラブ イン ザ クローゼット」(作曲・編曲・ギター・ベース・サウンドプロデュース)
- 「フライデー・ハイ」(作曲・編曲・ギター・ベース・サウンドプロデュース) ※nacoと共作曲
- 「カレイドスコープ」(作曲・編曲・ベース・サウンドプロデュース)
- 「エンドロールで帰らないで」(作曲・編曲・ギター・ベース・サウンドプロデュース) ※nacoと共作曲
- 「キラキラナイトミュージック」(作詞・作曲・編曲・ギター・サウンドプロデュース) ※nacoと共作詞
- 「Night Owl」(作曲・編曲・ギター・ベース・サウンドプロデュース)
- 「レイニーレイニー -Future Funk Remix-」(リミックス)
- 「FLASH」(作曲・編曲・ギター・ベース・サウンドプロデュース)
- 「僕だけのサンセット」(作曲・編曲・ギター・サウンドプロデュース) ※naco「ONE ALL」のリメイク
- 「春の歌」(編曲・ギター・サウンドプロデュース) ※スピッツのカバー
- 「アイネクライネ」(編曲・ギター・サウンドプロデュース) ※米津玄師のカバー
- 「オレンジ」(編曲・ギター・サウンドプロデュース) ※SMAPのカバー
- 「コーヒーとシロップ」(編曲・サウンドプロデュース) ※Official髭男dismのカバー
- 「One more time, One more chance」(編曲・サウンドプロデュース) ※山崎まさよしのカバー

SAISON
- 「メモリアスブルー」(作詞・作曲・編曲・ギター・ベース)

THERE THERE THERES
- 「RadicalHead」(作詞・作曲・編曲・ギター・ベース・サウンドプロデュース)
- 「ペリカン」(作詞・作曲・編曲・ギター・ベース・サウンドプロデュース)
- 「メタリクス」(作詞・作曲・編曲・ギター・サウンドプロデュース)
- 「Burnable Garbage」(作詞・作曲・編曲・ギター・ベース・サウンドプロデュース)
- 「クロノメサイア」(作詞・作曲・編曲・ギター・サウンドプロデュース)
- 「dignity」(作詞・作曲・編曲・ギター・ベース・サウンドプロデュース)
- 「Primitive Drain」(作詞・作曲・編曲・ギター・ベース・サウンドプロデュース)

TrySail
- 「SuperBloom」(作曲・編曲・ギター・ベース)
- 「SuperBloom -THE FIRST TAKE Ver-」(作曲・ベース)
- 「Live Tour 2023 "SuperBloom"」 Opening SE
- 「Live Tour 2023 Special Edition "SuperBlooooom"」 Opening SE ※共同制作

naco
- 「ONE ALL」(作詞・作曲・編曲・ギター)
- 「プロフ」(編曲・ギター)

NILKLY
- 「Block System」(ギター)
- 「alone」(ベース)
- 「Scorpion」(ギター・ベース)
- 「REM」(ギター)
- 「KICK ASS」(ベース)
- 「Odyssey」(ベース)
- 「Fact or Fable」(ベース) 
映画「猫と塩、または砂糖」主題歌
- 「Apathy」(ベース)
- 「アイスクリーム」(作詞・作曲・編曲・ギター・ベース・サウンドプロデュース) ※BELLRING少女ハートのリメイク
- 「c.a.n.d.y.」(作詞・作曲・編曲・ギター・ベース・サウンドプロデュース) ※BELLRING少女ハートのリメイク
- 「2SoundDown」(作詞・作曲・編曲・ギター・ベース・サウンドプロデュース) ※BELLRING少女ハートのリメイク
- 「Manic Panic」(作詞・作曲・編曲・ギター・ベース・サウンドプロデュース) ※BELLRING少女ハートのリメイク

ねぇ、聴いてる？(NEKIRU)
- 「The Naked」(作詞・作曲・編曲・ギター・ベース・サウンドプロデュース)

音昏
- 「銀の電車 灰の街」（プログラミング）

Nostalgic world
- 「pianopop」(英作詞・作曲・編曲・ギター・ベース)
- 「lovely yellow」(作曲・編曲・ギター・ベース)
- 「オレンジ・サイダー」(作曲・編曲・ギター)

針尾ありさ
- 「タイム・トラベル」(編曲・ギター・ベース) ※原田真二のカバー

原宿眠眠
- 「タイムマシンはいらない」(ベース)
- 「ライ麦の崖をとびこえて」(ベース)

はるちろ
- 「チロっちゃおー」(作詞・作曲・編曲・ギター・ベース・サウンドプロデュース)

pure☆carol (ex.Doll☆Elements)
- 「pure☆carol」(作曲・編曲・ギター)
- 「Happy Days」(作曲・編曲・ギター)
- 「S.P. Party」(作曲・編曲)
舞台「Short Sweet Story ハロウィン編」テーマ
- 「Are you ready?」(作曲・編曲・ギター)

Finger Runs
- 「Agitator」(作詞・作曲・編曲・ギター・ベース・サウンドプロデュース)
- 「Bell+Adonna」(作詞・作曲・編曲・ギター・ベース・サウンドプロデュース)
- 「√G」(作詞・作曲・編曲・サウンドプロデュース)
- 「Night Thinker」(作詞・作曲・編曲・ベース・サウンドプロデュース)
- 「Du DADA」(作詞・作曲・編曲・サウンドプロデュース)
- 「Asso」(作詞・作曲・編曲・ベース・サウンドプロデュース)
- 「Check it Nova」(作詞・作曲・編曲・ギター・ベース・サウンドプロデュース)
- 「Red Sprite」(作詞・作曲・編曲・ギター・ベース・サウンドプロデュース)
- 「Enola」(作詞・作曲・編曲・ギター・ベース・サウンドプロデュース)
- 「ホログラム」(作曲・編曲・ギター・ベース・サウンドプロデュース)
- 「F.T.W.」(作詞・作曲・編曲・ギター・サウンドプロデュース)
- 「Psycho × Psycho」(作詞・作曲・編曲・ギター・ベース・サウンドプロデュース)
- 「夜渡りヘブン」(作詞・作曲・編曲・ギター・ベース・サウンドプロデュース)
- 「ファニーボーン」(作詞・作曲・編曲・ギター・ベース・サウンドプロデュース)
- 「July 5th」(作曲・編曲・ギター・ベース・サウンドプロデュース)

FOKALITE
- 「シャンパンストロベリーショコラ」(作詞・作曲・編曲・ギター・ベース・サウンドプロデュース)
- 「Blue Monster」(作詞・作曲・編曲・ギター・ベース・サウンドプロデュース)
- 「結う、憂」(作曲・編曲・ギター・サウンドプロデュース)

#PEXACOA
- 「フルーツ☆パンチ」(作詞・作曲・編曲・ギター)
- 「メモリーファクター」(作詞・作曲・編曲・ギター)

BELLRING少女ハート
- 「D.S.P.～だいすぴッ～」(作詞・作曲・編曲・ギター・ベース・サウンドプロデュース)
- 「アイスクリーム」(作詞・作曲・編曲・ギター・ベース・サウンドプロデュース)
- 「Shout!!!」(作詞・作曲・編曲・ギター・ベース・コーラス・サウンドプロデュース)
- 「Teck Teck Walk」(作詞・作曲・編曲・ギター・サウンドプロデュース)
- 「c.a.n.d.y.」(作詞・作曲・編曲・ギター・ベース・サウンドプロデュース)
- 「Starlight Sorrow」(作詞・作曲・編曲・ギター・ベース・サウンドプロデュース)
- 「Orange Slumbers」(作詞・作曲・編曲・ギター・ベース・サウンドプロデュース)
- 「get rid of the Chopper」(作詞・作曲・編曲・ギター・ベース・サウンドプロデュース)[9]
- 「タナトスとマスカレード」(作詞・作曲・編曲・ギター・ベース・サウンドプロデュース)[10]
- 「ヴァント！」(作詞・作曲・編曲・サウンドプロデュース)
- 「Manic Panic」(作詞・作曲・編曲・ギター・ベース・サウンドプロデュース)
- 「Mr.メルシー」(作詞・作曲・編曲・ギター・ベース・サウンドプロデュース)[11][12]
- 「2SoundDown」(作詞・作曲・編曲・ギター・ベース・サウンドプロデュース)[13]
- 「She's Rain」(作詞・作曲・編曲・ギター・ベース・サウンドプロデュース)
- 「No Sad's」(作詞・作曲・編曲・ギター・ベース・サウンドプロデュース)
- 「ヒュプノス」(作詞・作曲・編曲・ギター・サウンドプロデュース)
- 「Majestic Baby」(作詞・作曲・編曲・ギター・ベース・サウンドプロデュース)
- 「Ending Walker」(作詞・作曲・編曲・ギター・ベース・サウンドプロデュース)
- 「July 8th」(作詞・作曲・編曲・ベース・サウンドプロデュース)
- 「メリーとピストル」(作詞・作曲・編曲・ギター・ベース・サウンドプロデュース)
- 「13 -The Thirteen-」(作詞・作曲・編曲・ギター・ベース・サウンドプロデュース)

WHITEHOLE
- 「Pretender」(編曲・ギター・ベース) ※Official髭男dismのカバー
- 「インスタントヘヴン feat.Eve」(編曲・ギター) ※ナナヲアカリのカバー
- 「空の青さを知る人よ」(編曲・ギター・ベース) ※あいみょんのカバー
- 「レーゾンデートル」(編曲・ギター・ベース) ※Eveのカバー
- 「夏は雨晒し」(編曲・ギター・ベース) ※須田景凪 x りぶのカバー
- 「どんなときも。」(編曲・ギター・ベース) ※鈴木Daichi秀行と共編曲 ※槇原敬之のカバー

マボロシ可憐GeNE
- 「超絶!片思い」(作曲・編曲・ギター)
- 「ヤキソバタベタ」(作詞・作曲・編曲・ギター・ベース・コーラス)
- 「DDK-誰でもどっからでもかかってこい-」(作詞・作曲・編曲・ギター・ベース)

MIGMA SHELTER
- 「Svaha Eraser」(ベース)

湊あくあ
- 「プラチナ」(編曲・ギター・ベース) ※坂本真綾のカバー

ミミミユ
- 「Inner Down」(作詞・作曲・編曲・ギター・ベース・サウンドプロデュース)

愛乙女☆DOLL
- 「High Jump!!」(作詞・作曲・編曲・ギター・ベース)[14]
日本テレビ系「ミュージックドラゴン」POWER PLAY(2014年4月度)
- 「Love Addicted」(作詞・作曲・編曲・ギター・ベース・サウンドプロデュース)
- 「Dears」(作詞・作曲・編曲・ギター・ベース・サウンドプロデュース)

Risky Melody
- 「Risky Melody」(作曲・編曲) ※日野アリスと共作曲
TOKYO MX「G-Rock Party」EDテーマ[15][16]
Vシネマ「ゴーストパイターズ」EDテーマ

Lil' Lyric
- 「I wanna be」(ベース)
- 「証明 feat. ひなたひかり」(ベース)

Luce Twinkle Wink☆
- 「初恋☆ペンタグラム～I My Me Mine＆You」(編曲・ギター)[17]
- 「Strawberry♡feels」(作曲・編曲・ギター)

その他
- AbemaTV
  - 「72時間ホンネテレビ」内コーナー 『72曲ホンネライブ』
    - 稲垣吾郎・香取慎吾「ラブリー」(編曲・ギター) ※小沢健二のカバー
    - 稲垣吾郎・香取慎吾・草彅剛「HELLO」(編曲・ギター) ※福山雅治のカバー

  - 「7.2 新しい別の窓」(第14回)内コーナー『ななにー平成名曲ライブ 』
    - 稲垣吾郎・草彅剛「さくらんぼ」(編曲・ギター・ベース) ※大塚愛のカバー
    - 香取慎吾・草彅剛「蕾」(編曲・ギター・ベース) ※コブクロのカバー
- 渋谷ヒカリエ1周年文化祭「Happy Happening」内イベント『ヒカリエイガ』イントロダクションBGMテーマ
- V系バラエティ「ヴィジュバラ団」OPテーマ
- Yupiteru
  - 羽衣6 
    - 富士サクラ(CV.高柳知葉)「無敵にサクラ色」(作曲・編曲・ギター・ベース)
    - 富士サクラ(CV.高柳知葉)「至上的プライオリティ」(作曲・編曲・ギター・ベース)
    - 霧島レイ(CV.飯田ヒカル),富士サクラ(CV.高柳知葉),葵茶々(CV.汐入あすか)「静かなコスモ」(作曲・編曲・ギター)